# Osphya rufa
Osphya rufa is een keversoort uit de familie zwamspartelkevers (Melandryidae). De wetenschappelijke naam van de soort werd in 1927 gepubliceerd door Maurice Pic.